# Soylent
Soylent es un sustituto alimenticio, diseñado por el ingeniero de software Rob Rhinehart a principios de 2013 con la intención de sustituir todas las necesidades alimenticias del ser humano, ahorrando dinero, reduciendo el tiempo de preparación de la comida, y garantizando la mejor nutrición.
En mayo de 2013, Rhinehart inició una campaña de micromecenazgo para producir Soylent; en menos de 3 horas generó cerca de 1,5 millones de dólares en el proceso de preventa. El origen del nombre se basa en la novela Make Room! Make Room! de Harry Harrison en 1966, la cual sirvió de inspiración para la película Soylent Green de 1973. Por otra parte, Coffiest coincide con el nombre de una bebida muy adictiva que aparece en la novela de ciencia ficción The Space Merchants de Frederik Pohl y Cyril M. Kornbluth en 1952.
Su productor, Rosa Labs, asegura que Soylent cumple con todos los requerimientos nutricionales para un adulto promedio. Las recetas iniciales fueron creadas y probadas por el propio Rhinehart en un proceso de auto-experimentación en nutrición. Posteriormente, la versión en polvo de Soylent se convirtió en la primera línea de productos de Rosa Labs, que actualmente comercializa y vende el producto. Desde finales de 2016, la compañía también comercializaba una barrita alimenticia en estado sólido, siendo más tarde retirada tras el informe de los problemas gastrointestinales que estaban empezando a padecer algunos consumidores. Las ventas de la versión en polvo también se detuvieron brevemente hasta que el producto fue reformulado y sus ventas se reanudaron posteriormente.
Rosa Labs aseguró que la formulación actual se basa en las recomendaciones de la Academia Nacional de Medicina. Se estableció una etiqueta de información nutricional de la FDA y se confirmó que el producto cumple con los criterios básicos relacionados con la salud. Rosa Labs también indica que Soylent incluye todos los elementos de una dieta saludable, sin cantidades excesivas de azúcar, grasas saturadas o colesterol.

## Historia

### Origen

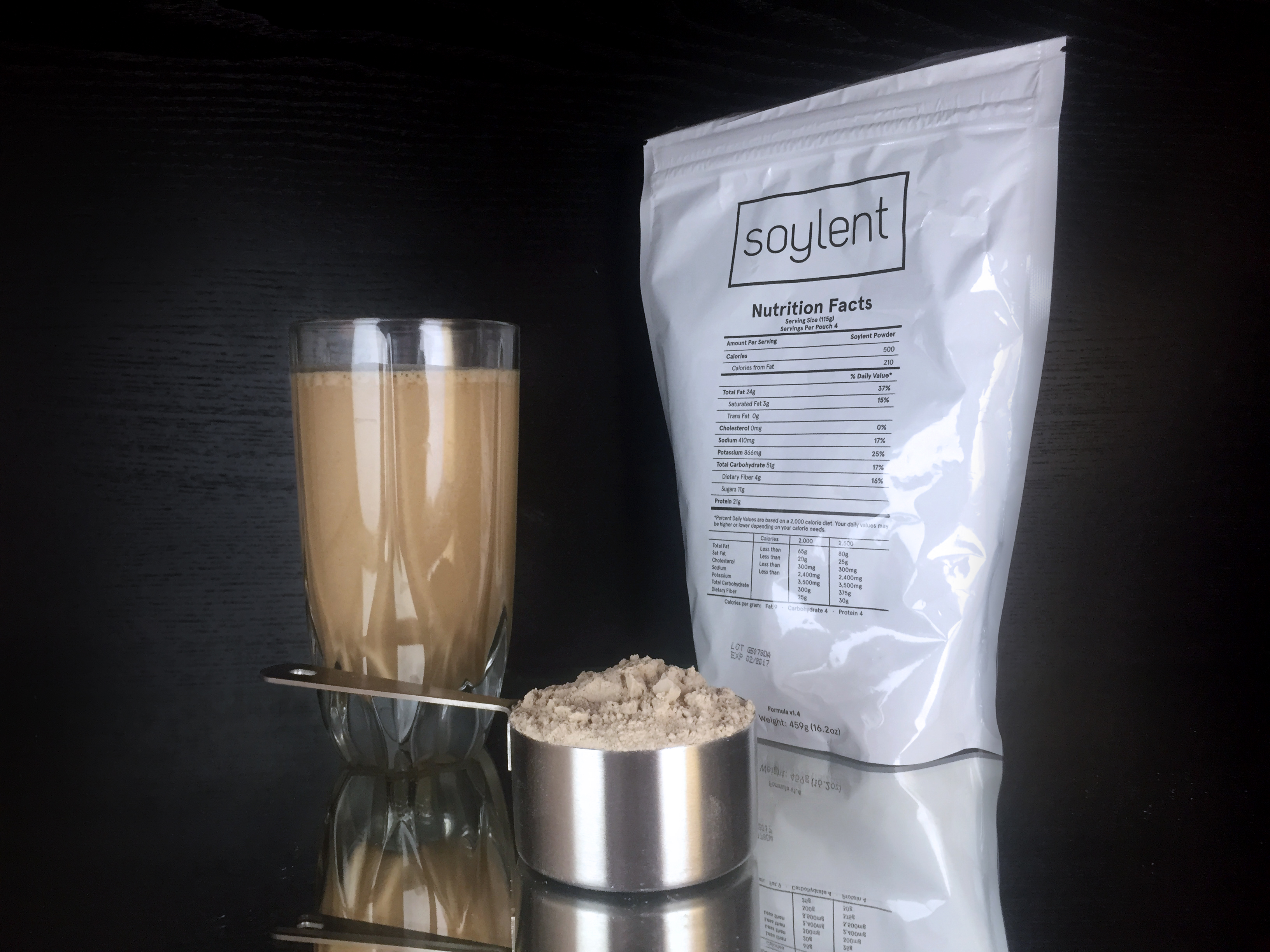
Un paquete de Soylent, junto con el polvo y la bebida resultante.

En enero de 2013, el ingeniero de software Rob Rhinehart compró 35 ingredientes químicos, incluidos gluconato de potasio, carbonato de calcio, fosfato monosódico, maltodextrina y aceite de oliva, todo lo cual consideró necesario para la supervivencia, según sus lecturas de libros de texto de bioquímica y sitios web del gobierno de los Estados Unidos. Rhinehart solía ver la comida como una molestia que consumía mucho tiempo y había decidido tratarla como un problema de ingeniería. Mezcló los ingredientes con agua y consumió solo esta bebida durante los siguientes 30 días. El 13 de febrero de 2013, Rhinehart publicó los resultados de su experimento inicial de 30 días sobre la creación de un completo suplemento alimenticio en su blog antes de compartir más adelante la información nutricional y original de la fórmula para aquellas personas interesadas. En el transcurso de los próximos dos meses, ajustó las proporciones de los ingredientes para contrarrestar varios problemas de salud y refinó aún más la fórmula. Rhinehart reclamó una gran cantidad de seguros de salud para la bebida y señaló que había reducido en gran medida su factura mensual de alimentos, que descendió aproximadamente de 470 a 155 dólares, además de reducir el tiempo dedicado a la preparación y consumo de alimentos, proporcionándole así un mayor control sobre su nutrición.

### Nombre
El nombre de Soylent proviene de la comida que aparece en la novela de ciencia ficción de Harry Harrison de 1966 "Make Room! Make Room!". En la novela, la mayoría de los tipos de soylent están hechos de soja y lentejas. La palabra también evoca la adaptación cinematográfica de 1973 Soylent Green, en la que el alimento homónimo está hecho de restos humanos. Rhinehart también dice que eligió el nombre, con sus asociaciones mórbidas, para despertar la curiosidad y una investigación más profunda, ya que el nombre claramente no fue elegido con un esquema de marketing tradicionalmente "llamativo" en mente.

### Comunidad DIY
En 2013, surgió en línea una comunidad de personas interesadas en hacer su propio Soylent, atraída por la capacidad de personalizar la nutrición precisamente a las necesidades únicas de cada persona. Otro ingeniero de software, Nick Poulden, fundó el sitio web diy.soylent.me (ahora www.completefoods.co), donde los usuarios compartieron los resultados de sus propios retoques con la receta de Soylent. Los usuarios podrían ingresar un perfil nutricional y seleccionar una receta, y el sitio web calcularía las proporciones exactas de cada ingrediente para obtener la ingesta deseada de cada nutriente. Zach Alexander, un ex cocinero profesional, elabora una fórmula de Soylent principalmente a partir de ingredientes disponibles en las tiendas de comestibles en lugar de las casas de suministros de laboratorio, que él llama Hayle School Soylent.

### Una empresa comercial
Las publicaciones de blog de Rhinehart sobre su experimento atrajeron la atención en Hacker News, lo cual finalmente condujo a una campaña de micromecenazgo en Tilt que recaudó alrededor de 1.5 millones de dólares en pedidos anticipados destinados a trasladar la bebida en polvo del concepto a la producción. Se convirtió en uno de los proyectos de micromecenazgo más financiados jamás realizados. Los informes de los medios detallaron cómo comenzaron las operaciones de Soylent Nutrition, Inc. en abril de 2014, utilizando un sistema relativamente pequeño de 500 dólares para enviar el primer producto de 2.6 millones de dólares. En enero de 2015, Soylent recibió $ 20 millones en fondos de la Serie A, liderados por la firma de capital de riesgo Andreessen Horowitz.
Antes de junio de 2015, Soylent solo estaba disponible para su compra y envío a personas en los Estados Unidos. El 15 de junio de 2015, se introdujo el envío de Soylent a Canadá al mismo precio en dólares estadounidenses que para los clientes estadounidenses. La expansión a los países europeos es un objetivo futuro declarado.
En julio de 2015, se anunció que Rosa Labs reubicaría sus oficinas corporativas a Broadway Media Center, situado en el centro de Los Ángeles .
En octubre de 2017, Canadá rechazó nuevos envíos de Soylent debido al incumplimiento de las regulaciones alimentarias canadienses sobre reemplazos de comidas.
En julio de 2017, Soylent se vendió fuera de línea por primera vez en las tiendas 7-Eleven de Los Ángeles. En abril de 2018, Soylent se vendió en más de 8,000 7-Elevens en los Estados Unidos y actualmente también se vende en Walmart, Target Corporation y Kroger.

## Controversia sobre los efectos para la salud
Los fabricantes de Soylent afirman que contiene todos los requerimientos nutricionales necesarios para un estilo de vida saludable. Algunos críticos han afirmado que el principal problema de reducir una dieta exclusivamente a Soylent, rompe los esquemas de lo que se considera "consumir", ya que según creen, se deja a un lado el placer de disfrutar de la comida y compartirla.
Algunas personas han experimentado síntomas gastrointestinales causadas por el consumo de Soylent. La especulación sobre la causa de estos síntomas se centró en la cantidad de fibra dietética contenida en el producto, ya que se sabe que es el principal causante de estos síntomas cuando las dietas son bruscamente alteradas para aumentar la cantidad de consumo de fibra. Las versiones posteriores del producto disminuyeron la cantidad de contenido de fibra, pero esto no impidió la publicación de los informes de problemas gastrointestinales. El contenido de fibra inferior del producto dio lugar a críticas en cuanto al uso de la cantidad adecuada, en comparación con las recomendaciones diarias, por lo que algunos utilizan los suplementos de fibra.
En octubre de 2016 surgieron nuevos informes de síntomas gastrointestinales, como náuseas , vómitos y diarrea. La compañía informó sobre una investigación activa el problema centrándose en la posibilidad de que el origen estuviese en la intolerancia a la soja o la sucralosa Sin embargo, la compañía más tarde llegó a la conclusión de que la harina de algas fue la causa después de revisar los informes similares sobre Soylent 1.6 (polvo), y fue reformulando productos para eliminarlo. De tal forma que la compañía detuvo la producción de Soylent 1.6. TerraVia, el proveedor de ingredientes de algas de Soylent, publicó un folleto informativo en respuesta a los medios de comunicación por su harina de algas. En diciembre de 2016, Soylent lanzó una nueva versión de su fórmula en polvo, Soylent 1.7, que ya no contiene harina de algas.

## Contenido de plomo y cadmio
El 13 de agosto de 2015, As You Sow, una fundación sin ánimo de lucro del medio ambiente y responsabilidad corporativa de vigilancia social, anunció su intención de presentar una demanda contra los fabricantes de Soylent, alegando que la compañía no etiqueta adecuadamente sus productos, debido a los niveles de plomo y cadmio presentes en ellos. La base de la demanda se encuentra en la Proposición 65 de California, una ley que requiere el etiquetado adicional para los productos alimenticios que contienen pequeñas cantidades de ciertas sustancias.

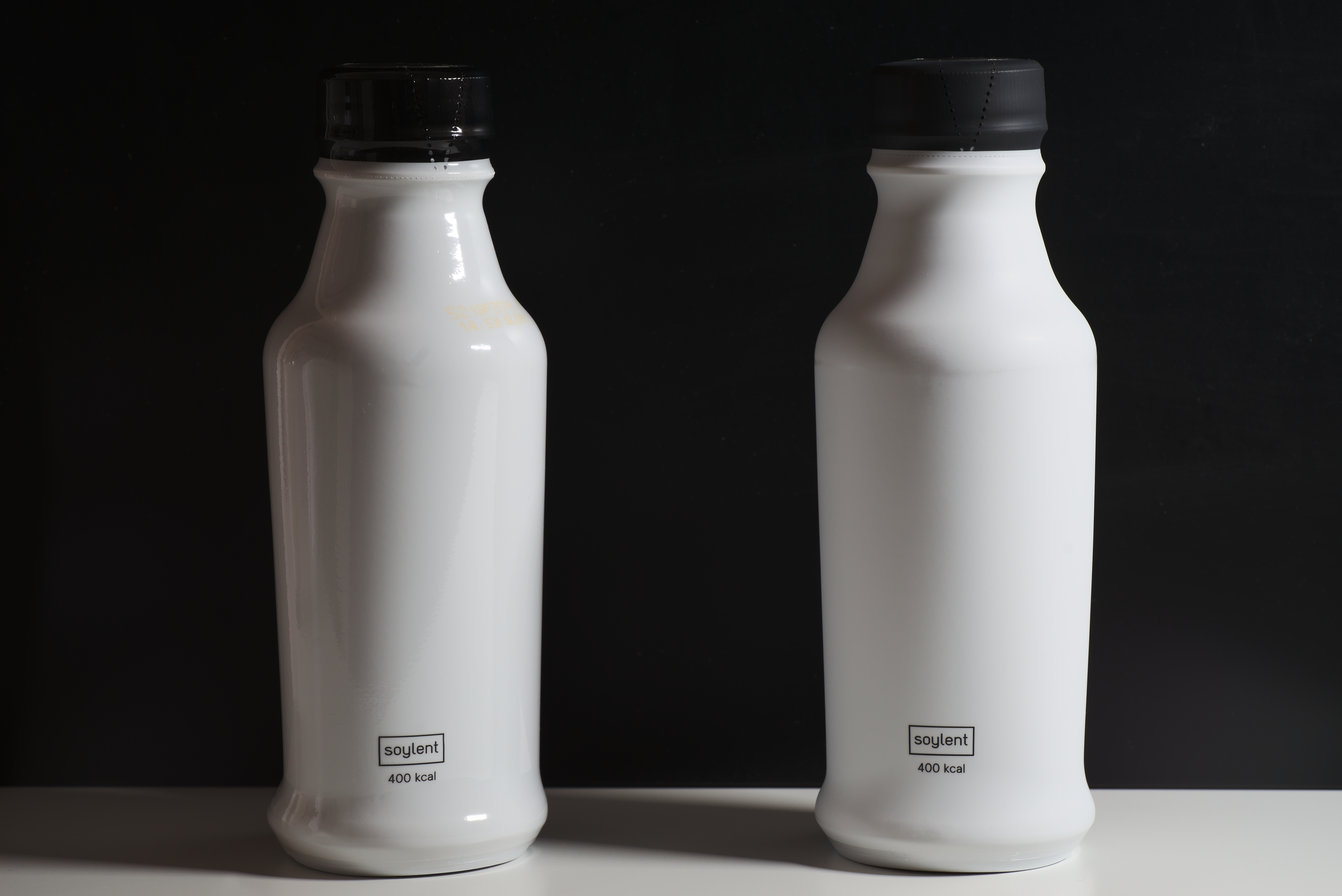
Soylent 2.0

Aunque Soylent contiene niveles de plomo y cadmio muy por debajo de los niveles nacionales de seguridad establecidos por la FDA, según lo especificado por la Proposición 65, contiene de 12 a 25 veces el nivel de plomo y 4 veces el nivel de cadmio admisible en un producto sin etiquetado adicional.  Un abogado que ha trabajado en los asentamientos de la Propuesta 65, describió el caso como "alarmista", ya que los niveles están muy por debajo de los límites definidos por la FDA para los productos alimenticios.
La página web de Soylent muestra la advertencia de la Propuesta 65.  Rosa Labs publicó su postura, aclarando que los niveles de concentración de metales pesados en Soylent "no son en absoluto tóxicos, y Soylent permanece completamente sano y nutritivo".  Rosa Labs también publicó una infografía y la hoja de cálculo sobre la base de un estudio de la FDA del contenido de metales pesados en los alimentos comunes, que compara dos ejemplos de comidas seleccionadas a porciones de Soylent con una cantidad similar de la ingesta calórica. Ambas comidas de comparación escogido de la compañía incluyen altos niveles de cadmio y arsénico , además de los niveles de plomo similares a los de Soylent; aunque una de ellas incluye el atún y la otra incluye el salmón, proporcionando más del 97% del arsénico en cada comida propuesta, con las espinacas que proporciona el 74% del cadmio en el registro de alimentos con mayor cadmio y el cóctel de frutas que proporciona el 71% del plomo en el registro de alimentos con mayor plomo.
As You Sow insistió en que Soylent se comercializa como un reemplazo completo de todas las otras comidas, por lo que dichos niveles pueden ser perjudiciales en ese contexto. La afirmación era sobre los niveles permisibles en materia de toxicidad reproductiva, que son considerablemente más bajos que los niveles permitidos en relación con la intoxicación o carcinogenicidad.

## Retirada de Productos
El 12 de octubre de 2016, la compañía anunció que suspendería las ventas de la barrita alimenticia debido a los informes de enfermedades gastrointestinales. La empresa

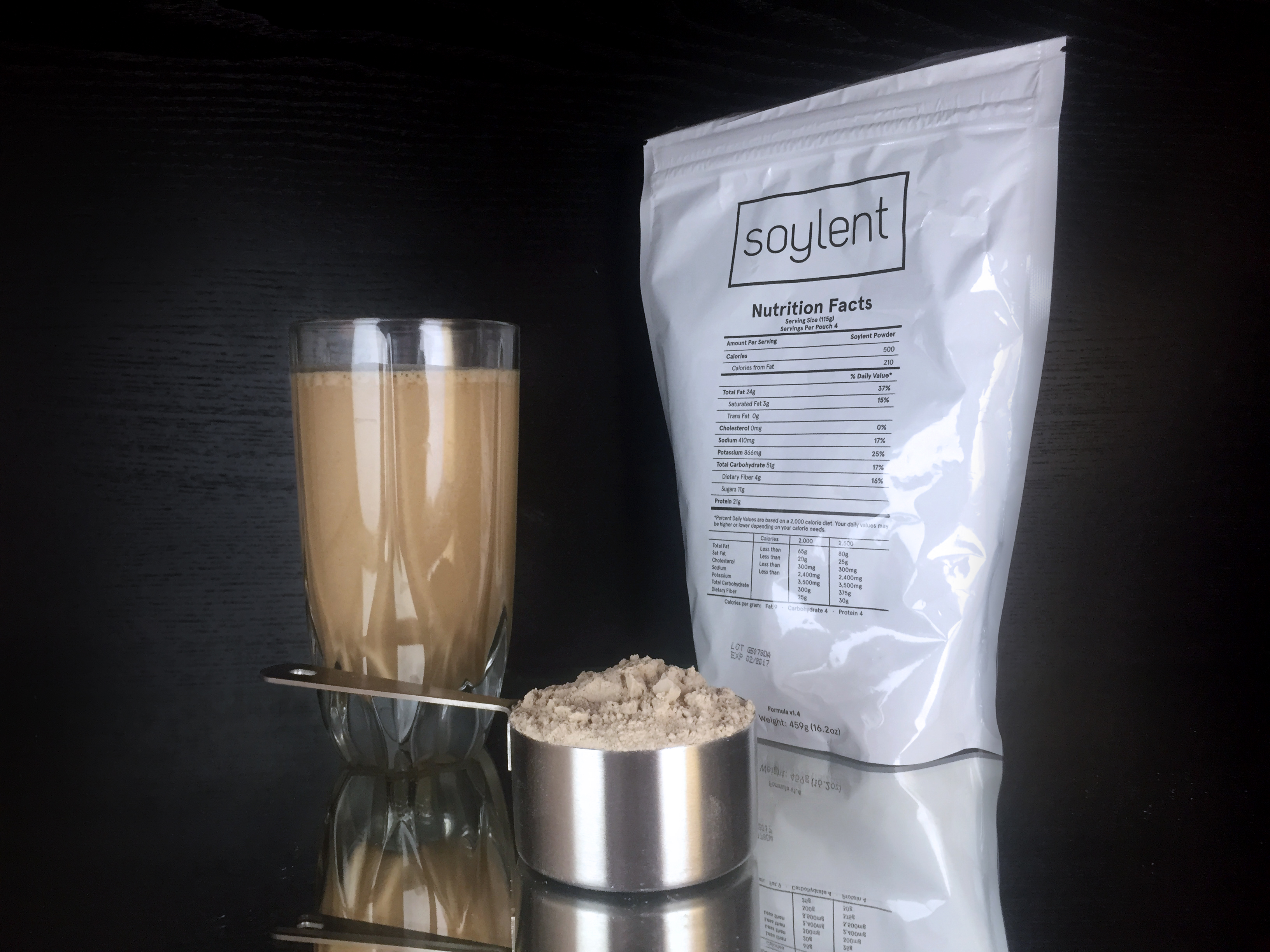
Soylent en polvo y líquido

pidió a los clientes que desechasen las barritas no consumidas y prometió que ofrecería reembolsos completos. El 21 de octubre de 2016, la empresa inició la retirada de productos, y la Agencia Canadiense de Inspección Alimentaria (ACIA) anunció que había iniciado una investigación sobre seguridad alimentaria.
El 27 de octubre de 2016, la compañía también suspendió las ventas de Soylent en polvo. La compañía dijo que las pruebas de la barrita alimenticia habían dado negativo en toxicidad, pero también declaró que algunos usuarios habían informado de síntomas relacionados con el estómago similares al consumir Soylent en polvo.
El 7 de noviembre de 2016, Soylent aclaró que el origen se hallaba en la harina de algas, y añadió que planeaba eliminar la harina de alga de futuras formulaciones del Soylent en polvo y las barritas alimenticias, por lo que dicho proceso se realizó en la siguiente formulación, denominada versión 1.7, que se introdujo el 15 de diciembre de 2016. Los productos a base de bebidas utilizan aceite de algas, no harina de algas, por lo que se consideran seguros para los consumidores.

## Sabores y opiniones del producto
Rhinehart denomina el sabor de las versiones originales en "mínimo", "amplio" y "no específico". Soylent contiene soja, lecitina y sucralosa como sabores de enmascaramiento y para ajustar la apariencia, la textura y el olor. Antes de la versión 1.4, la vainilla se incluyó como un ingrediente para dar sabor.
Los comentarios sobre el sabor de Soylent en polvo varían. Un crítico dijo que estaba "gratamente sorprendido" con el "rico, cremoso, y extrañamente satisfactorio" sabor, y otro lo comparó con la de un batido de vainilla con la textura de la masa de las tortitas. Las opiniones negativas dijeron que sabía "como si alguien escurriese un paño de cocina en un vaso" entre otros diversos comentarios.

## Versiones y Fórmulas

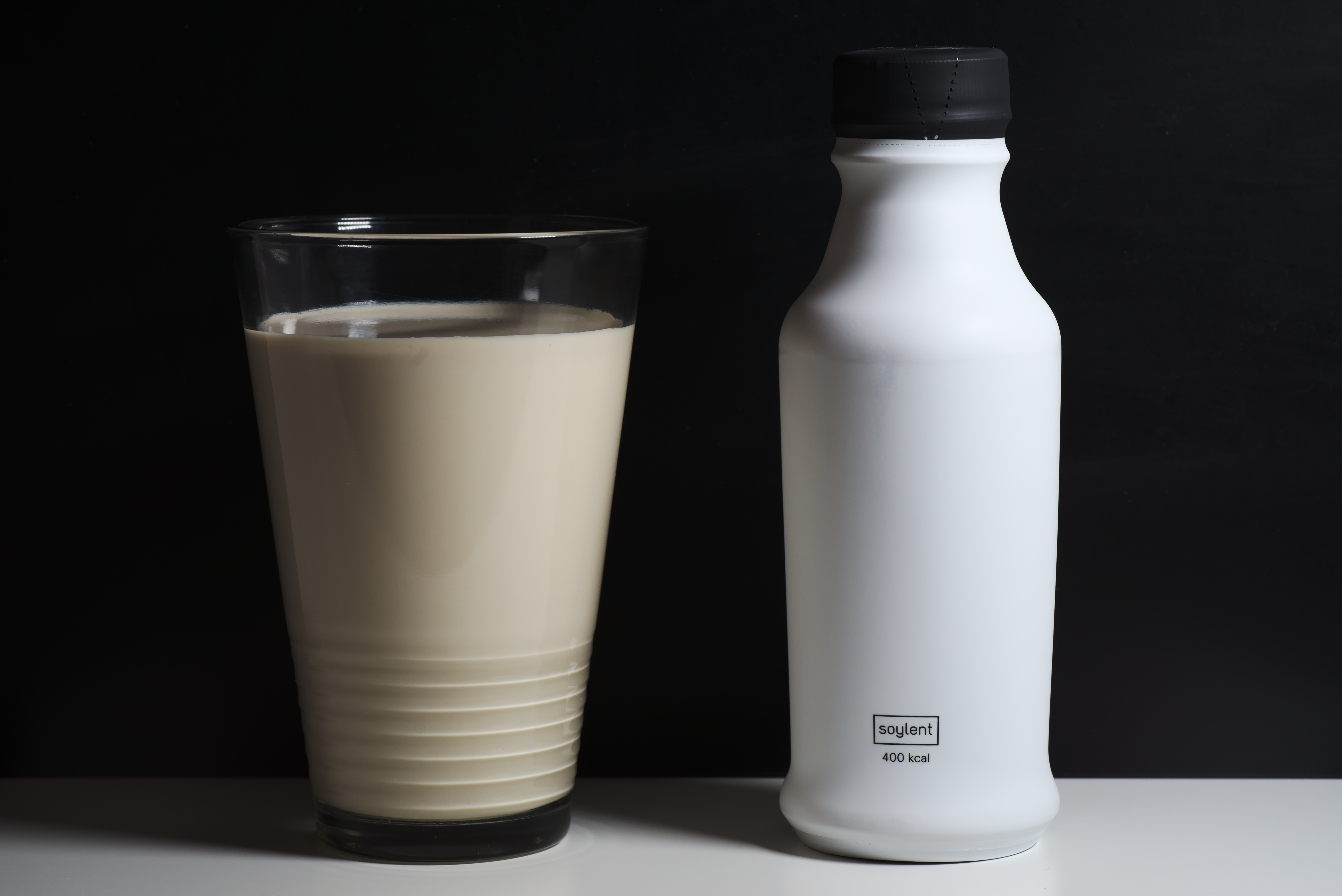
Soylent 2.0 en vaso

En la primera semana de mayo de 2014, comenzaron los primeros envíos de órdenes de Soylent 1.0.  Se han producido cambios posteriores, cada uno llama una nueva "versión". Desde Soylent 1.2 en noviembre de 2014, todas las versiones han sido veganas (es decir, que no contienen huevos, productos lácteos, u otras sustancias de origen animal). Las versiones de Soylent antes de la "versión 1.4" (introducido en febrero de 2015) no solo consistió en la mezcla de polvo y agua, sino también en las botellas de aceite para al mezcla. La versión 1.4, introducida en febrero de 2015, utilizó una proporción de calorías / grasa / proteína de carbohidratos de 43/40/17, basándose en el asesoramiento de F. Xavier Pi-Sunyer, profesor de medicina en la Universidad de Columbia. Se publicaron las fórmulas para las versiones 1.4-1.7. La versión 1.5, presentada en junio de 2015, fue ajustada a la relación de 45/40/15, y tenía un índice glucémico de 65 y una carga glucémica de 35.
El 3 de agosto de 2015, la compañía anunció "Soylent 2.0", que fue el primer producto listo para beber Soylent introducido por la compañía. El producto pre-mezclado viene en una botella de 400 kcal y debutó el 9 de septiembre de 2015.
El 9 de agosto de 2016, la compañía anunció y comenzó a vender "Coffiest", que es una combinación de la versión líquida de Soylent con sabor café, cafeína y L-teanina . Seguidamente "Soylent Bar", una barrita alimenticia de caramelo y con sabor salado, fue anunciada y puesta en venta el 16 de agosto de 2016.
El contenido nutricional es similar a Soylent 2.0. El anuncio oficial de los nuevos sabores se hizo en el blog de Soylent el 3 de enero de 2017, después de lo cual los sabores también se ofrecen a la venta en el sitio web oficial; Soylent 2.0 pasó a llamarse a "Soylent original" en este anuncio.

## Polvo
| Versión     | Cambios | Fecha                           |
| ----------- | --- | ------------------------------- |
| Soylent 1.0 | Primera versión completa. Los ingredientes fueron finalizados en enero de 2014, que usan el arroz como fuente de proteínas y los envíos comenzaron en abril (vegetariano) y mayo (regular) del año 2014. | A principios del 2014           |
| Soylent 1.1 | La sucralosa se redujo, dándole un sabor más neutro, y se añadieron nuevas enzimas digestivas. | 2 de octubre de, 2014           |
| Soylent 1.2 | Ácidos grasos omega-3 a partir de fuentes de pescado fue reemplazado con ácidos grasos omega-3 a partir de algas , por lo que la bebida comenzó a ser apta para veganos y se retiraron las enzimas añadidas en Soylent 1.1. | 10 de noviembre de, 2014        |
| Soylent 1.3 | Fosfato dipotásico se añadió y tamaños de cajas de envío se redujeron. | 11 de diciembre de, 2014        |
| Soylent 1.4 | Las grasas se incorporaron en el polvo para eliminar la necesidad de usar las botellas de aceite, lo que resulta en menos embalaje requerido en las cajas de envío. Se utilizó una proporción de calorías / grasa / proteína de carbohidratos 43/40/17, se añadió la isomaltulosa y se retiró la goma arábiga.                                                  | 25 de febrero de, el año 2015   |
| Soylent 1.5 | Se consiguieron mejoras en la textura gracias a la reducción de la harina de avena y una adición de emulsionantes. La eliminación del polvo de cártamo y aceite de linaza que fueron tanto sustituida por polvo de aceite de canola, que complementa el aceite de girasol alto oleico existente en polvo y aceite de algas.                                     | 1 de junio de, el año 2015      |
| Soylent 1.6 | Utiliza harina de algas, alta intensidad de algas y aceite de soja aislado de proteína oleico que sustituye a la proteína de arroz. 45% de lípidos, proteínas 20%, y 35% de carbohidratos de bajo índice glucémico, más cerca de macronutrientes del Soylent 2.0. (fuera de servicio en octubre el año 2016 tras los informes de problemas gastrointestinales). | 23 de junio de, el año 2016     |
| Soylent 1.7 | Perfil de sabor más neutro al eliminar la harina de algas. | 15 de diciembre de, el año 2016 |
| Soylent 1.8 | La fuente de fibra fue cambiada del Isomaltooligosaccharide a la fibra de maíz soluble. Todos los ingredientes de algas se eliminaron y fueron reemplazados con alta crema canola oleico. El tamaño de la porción es la misma mientras que el peso por unidad de consumo aumentó.                                                                               | 13 de marzo de, 2017            |

## Listo para Beber
| Versión                                         | Cambios | Fecha                           |
| ----------------------------------------------- | --- | ------------------------------- |
| Soylent 2.0 (posteriormente llamado "Original") | La primera premezcla líquida de Soylent con porciones alteradas de carbohidratos / grasas / proteínas de 33/47/20; que tiene un índice glucémico de 49,2 y una carga glucémica de 16,7. Alrededor de la mitad de las calorías de lípidos provienen de fuentes de algas y se utiliza la soja por su fuente de proteína. | 9 de septiembre de, el año 2015 |
| Coffiest 1.0                                    | Este producto consiste en pre-mezclado Soylent 2.0 que añade aroma de café, ~ 150 mg de cafeína de café en polvo por porción, y 75 mg del nootrópico L-teanina . | 9 de agosto de, el año 2016     |
| Cacao 1.0                                       | Con sabor a chocolate, Soylent 2.0. tiene un perfil nutricional similar al de los otros productos de la línea de Soylent líquido. | 26 de diciembre de, el año 2016 |
| Néctar 1.0                                      | Con sabor a frutas, Soylent 2.0. tiene un perfil nutricional similar al de los otros productos de la línea de Soylent líquido. | 26 de diciembre de, el año 2016 |

## Barrita Alimenticia
| Versión         | Cambios | Fecha                        |
| --------------- | --- | ---------------------------- |
| Soylent Bar 1.0 | Primera forma sólida de productos de Soylent a 250 kcal. Introducido con una proporción de calorías de carbohidratos / grasa / proteína de 43/38/19. Tiene un índice glucémico de 55 y una carga glucémica de 13. Introducido en sabor a caramelo salado. (Retirado del mercado y la producción suspendida en octubre el año 2016 tras los informes de problemas gastrointestinales). | 16 de agosto de, el año 2016 |

## Productos
- Soylent Powder es un polvo que debe mezclarse con agua para hacer una bebida. Las fórmulas para las versiones 1.0–1.8 se han publicado y están disponibles gratuitamente.[75] Desde la versión 1.2, todas las versiones han sido aptas para veganos (es decir basadas en plantas, no contienen huevos, productos lácteos u otras sustancias derivadas de animales).[76]
- Soylent Drink, originalmente llamado Soylent 2.0, es Soylent premezclado con varios aromas añadidos, que se vende en una botella. Se anunció por primera vez en agosto de 2015.[77] Los sabores disponibles son: chocolate original, cacao, fresa, vainilla y menta.[78]

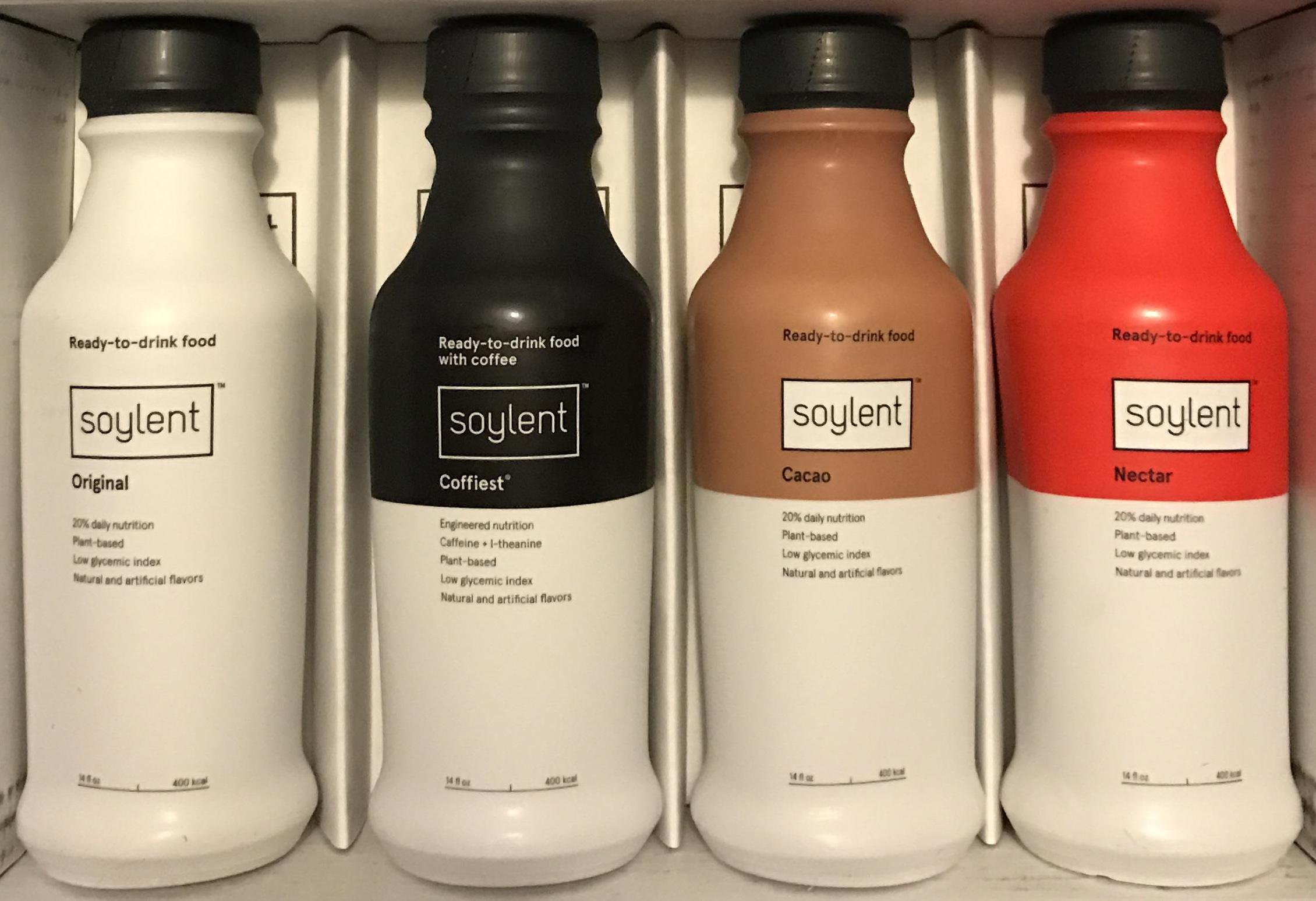
Botellas Soylent Original, Coffiest, Cacao y Nectar que van de izquierda a derecha.

- Soylent Cafe es Soylent Drink mezclada con cafeína, L-teanina y diferentes sabores. Soylent Cafe Mocha fue originalmente llamado "Coffiest", después de una bebida extremadamente adictiva en la novela de ciencia ficción The Space Merchants de 1952, de Frederik Pohl y Cyril M. Kornbluth, que hace que cada cliente se "enganche de por vida"..[79][80] Los sabores disponibles son: vainilla, chai y moca.[78]
- Soylent Bridge es una versión más pequeña de Soylent Cacao. Con 180 calorías, se pretende más como un refrigerio que como una comida completa. Cada botella contiene 15 gramos de proteína y 10 a 15% de la mayoría de las vitaminas.[81]
- Soylent Squared es una línea de pequeñas barras nutricionales. Con 100 calorías, también es más un bocadillo que una comida completa. Cada cuadrado contiene 5 gramos de proteína y 36 vitaminas diferentes.[82][83]
- Soylent Food Bar era Soylent en forma de una barra sólida y comestible. Se suspendió en octubre de 2016 después de informes de problemas gastrointestinales.[84]